# Charlie Benante
Charles "Charlie" Benante (ur. 27 listopada 1962 w Nowym Jorku w dzielnicy Bronx) – amerykański muzyk rockowy, perkusista. Od 1983 roku członek zespołu Anthrax. W 2022 roku dołączył do zespołu Pantera.
W ⁣⁣1993⁣⁣ w ramach swojej terapii związanej z kryzysem grania grał i występował w grupie (cover band) Dü Hüsker grającej covery punkowej grupy Hüsker Dü.
Benante używa do gry sprzętu firm: Tama, Paiste, Vic Firth, DDRUM, Evans Drum Heads.

## Dyskografia
- Metal Allegiance - Metal Allegiance (2015, gościnnie)[8]

## Filmografia
- Get Thrashed (2006, film dokumentalny, reżyseria: Rick Ernst)[9]
- Świat według Bundych (1987, komedia, członek zespołu Anthrax)[10]